# Hofanlage Barcheler Straße 3

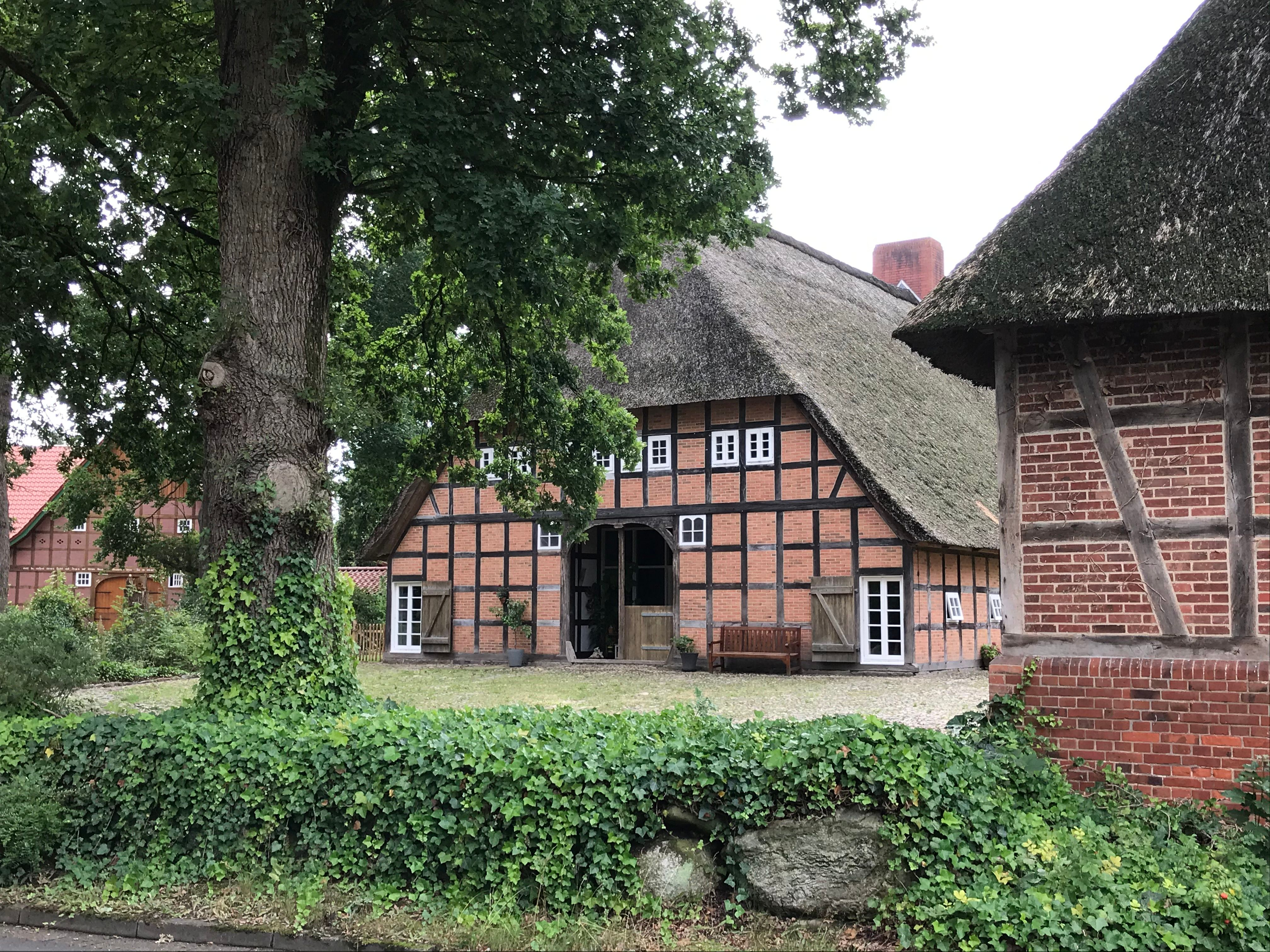
Hofanlage, von Osten (2020)

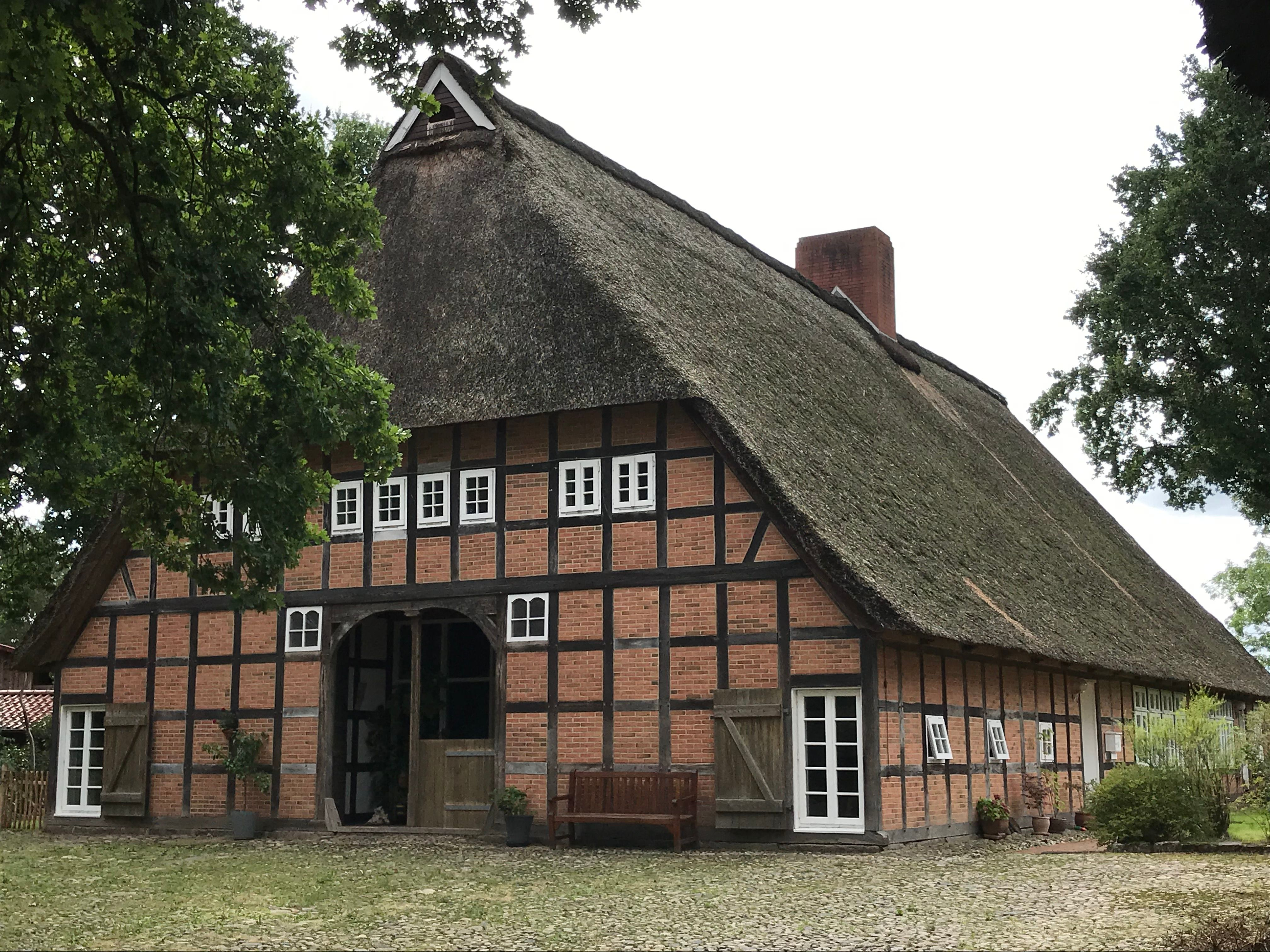
Wohn-/Wirtschaftsgebäude, Ost- und Nordfassade (2020)

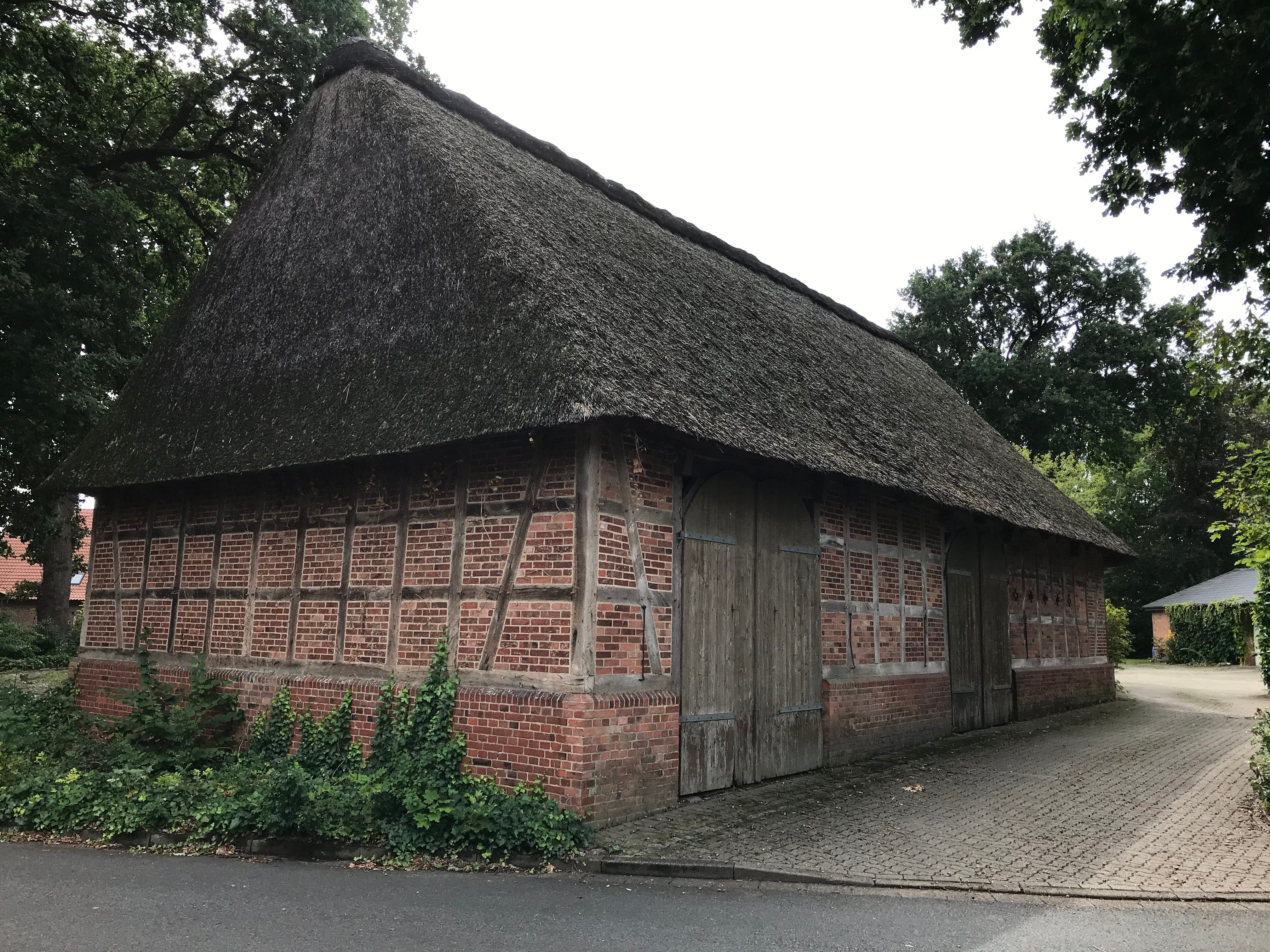
Scheune, Ost- und Nordfassade (2020)

Die Hofanlage Barcheler Straße 3, Ecke Bahnhofstraße, in der niedersächsischen Gemeinde Oerel, Ortsteil Barchel, wurde zur Mitte des 19. Jahrhunderts gebaut. Aktuell (2025) wird sie zum Wohnen genutzt.
Die Gebäude stehen unter Denkmalschutz (siehe auch Liste der Baudenkmale in Oerel).

## Geschichte und Beschreibung
Oerel wurde erstmals 937 erwähnt und Barchel im 14. Jahrhundert. Beide Orte gehören zur heutigen Samtgemeinde Geestequelle im Landkreis Rotenburg (Wümme).
Die Hofanlage im Ortszentrum an einer Straßenkreuzung besteht aus
- dem eingeschossigen, zur Bahnhofstraße giebelständigen Wohn- und Wirtschaftsgebäude von um 1850 als Zweiständer-Hallenhaus in gleichmäßigem Gitterfachwerk mit Steinausfachungen, reetgedecktem Krüppelwalmdach, Uhlenloch und der später verglasten Grooten Door mit Korbbogen, jedoch ohne die üblichen seitlichen Stalltüren,[2]
- der regionstypischen giebelparallelen Scheune von um 1800 auf hohem Backsteinsockel in Fachwerk als Dachwerk-/Ankerbalkenbau mit Steinausfachungen, reetgedecktem Walmdach und zwei Querdurchfahrten.[3]

Das Landesdenkmalamt befand u. a.: „… eine ortsbildprägende Bedeutung ….“
Das Wohn- und Wirtschaftsgebäude Barcheler Straße 17 von 1838 steht in unmittelbarer Nachbarschaft.